# La Mort sous un crâne
La Mort sous un crâne — Castle Skull dans l'édition originale en anglais — est un roman policier américain de John Dickson Carr publié en 1931. C'est le deuxième roman de la série mettant en scène le limier Henri Bencolin.
L'intrigue de ce roman mineur de John Dickson Carr se déroule à Paris et sur les bords du Rhin, près de Coblence, en Allemagne.
Jeff Marle, ami du détective Henri Bencolin déjà rencontré dans Le marié perd la tête, est de nouveau le narrateur du roman.

## Résumé
Dans un bar de l'avenue des Champs-Élysées, le détective Henri Bencolin rencontre par hasard l'homme le plus riche du monde, Jérôme d'Aulnay. C'est un être inquiet et soucieux qui demande à Bencolin de bien vouloir faire toute la lumière sur l'assassinat récent du comédien britannique Myron Alison. Le crime a eu lieu près de Coblence, en Allemagne, dans le Château de la Tête de Mort, dont les hauts murs côtoient les eaux du Rhin. Ce vestige du passé avait déjà une fort mauvaise réputation. Il y a dix-sept ans son dernier propriétaire, un illustre et excentrique magicien, a disparu de façon inexplicable dans le train qui l'y conduisait et, peu après, son cadavre avait été repêché dans le fleuve, non loin du château. La thèse du suicide avait été alors retenue par la police et ses héritiers, Myron Alison et Jérôme d'Aulnay avaient obtenu en héritage le sinistre bâtiment. Une semaine plus tôt, Alison est allé avec des amis séjourner au château. Peu après, des témoins assurent avoir eu la vision fantastique d'un homme en flammes courant sur les remparts. C'était Alison, blessé de plusieurs balles de revolver, et que le meurtrier aurait arrosé de kérosène avant de gratter une allumette.
Au Château de la Tête de Mort, où le détective Bencolin se rend avec son ami Jeff Marle, se trouvent déjà les invités, encore retenus par les autorités allemandes qui s'avouent incapables de désigner le coupable. Bientôt, le gardien du domaine est retrouvé sans vie dans une cellule dont le magicien décédé avait fait son cabinet secret. Le criminel est donc encore sur place, mais Bencolin aura fort à faire pour le démasquer.

## Éditions
Éditions originales en anglais
- (en) John Dickson Carr, Castle Skull, New York, Harper Brothers, 1931

Éditions françaises
- (fr) John Dickson Carr (auteur), Janine Vassas (traducteur) et Michel Segrestaa (traducteur) (trad. de l'anglais), La Mort sous un crâne [« Castle Skull »], Paris, Librairie des Champs-Élysées, coll. « Le Masque no 2065 », 1991, 215 p. (ISBN 2-7024-2206-3, BNF 35496483)

## Source bibliographique
- Roland Lacourbe, John Dickson Carr : scribe du miracle. Inventaire d'une œuvre, Amiens, Encrage, 1997, p. 35-36.